# Wilby (Northamptonshire)
Pour les articles homonymes, voir Wilby.
Wilby est une paroisse civile et un village du Northamptonshire, en Angleterre.